# Torneo Juvenil Femenino de Fútbol 2024
El Torneo Juvenil Femenino 2024 es la 1.ª edición del Torneo juvenil femenino. Se disputó desde el 12 al 16 de junio de 2024. El campeón fue el Real Madrid tras vencer por 2 a 1 al F. C. Barcelona en la final.

## Equipos participantes
En este torneo participaron 12 equipos invitados entre ellos algunos campeones de sus ligas territoriales.

En esta temporada fueron los siguientes:
| Grupo A                                                      | Grupo B                                               | Grupo C                                                         | Grupo D                                                    |
| ------------------------------------------------------------ | ----------------------------------------------------- | --------------------------------------------------------------- | ---------------------------------------------------------- |
| Levante U. D. Sevilla F. C. C. D. Fundación Osasuna Femenino | F. C. Barcelona Madrid C. F. F. R. C. D. de La Coruña | Athletic Club U. D. Costa Adeje Tenerife Viajes Interrías F. F. | Real Madrid C. F. Atlético de Madrid C. D. Getafe Femenino |

## Resultados

### Primera fase

#### Grupo 1
| Equipo                  | Pts | PJ | PG | PE | PP | GF | GC | Dif |
| ----------------------- | --- | -- | -- | -- | -- | -- | -- | --- |
| Levante U. D.           | 6   | 2  | 2  | 0  | 0  | 6  | 2  | 4   |
| Sevilla F. C.           | 3   | 2  | 1  | 0  | 1  | 2  | 2  | 0   |
| C. D. Fundación Osasuna | 0   | 2  | 0  | 0  | 2  | 1  | 5  | −4  |

| 12 de junio de 2024 | Levante U. D.              | 2:1 (0:1) | Sevilla F. C.      | Ciudad del Fútbol - Campo B, Las Rozas, Comunidad de Madrid |                                           |
| 9:30                | - Mercedes Platón 50', 62' | Reporte   | - 13' Xenia Barros | Árbitro(s): Virginia Fernández Albaladejo                   | Árbitro(s): Virginia Fernández Albaladejo |

| 13 de junio de 2024 | Sevilla F. C.      | 1:0 (0:0) | C. D. Fundación Osasuna | Ciudad del Fútbol - Campo B, Las Rozas, Comunidad de Madrid |                                   |
| 9:30                | - Rocío Elaine 61' | Reporte   |                         | Árbitro(s): Paula Porcuna Sánchez                           | Árbitro(s): Paula Porcuna Sánchez |

| 14 de junio de 2024 | C. D. Fundación Osasuna | 1:4 (1:2) | Levante U. D.                                                                      | Ciudad del Fútbol - Campo B, Las Rozas, Comunidad de Madrid |                                      |
| 9:30                | - Irene Molina 27'      | Reporte   | - Nuria Escoms 16' - Ángela Mateo 35+1' - Mercedes Platón 53' - Marina Soriano 70' | Árbitro(s): Alejandra Raza Fernández                        | Árbitro(s): Alejandra Raza Fernández |

#### Grupo 2
| Equipo                | Pts | PJ | PG | PE | PP | GF | GC | Dif |
| --------------------- | --- | -- | -- | -- | -- | -- | -- | --- |
| F. C. Barcelona       | 6   | 2  | 2  | 0  | 0  | 6  | 1  | 5   |
| R. C. D. de La Coruña | 3   | 2  | 1  | 0  | 1  | 5  | 3  | 2   |
| Madrid C. F. F.       | 0   | 2  | 0  | 0  | 2  | 1  | 7  | −6  |

| 12 de junio de 2024 | F. C. Barcelona                                                          | 4:0 (4:0) | Madrid C. F. F. | Ciudad del Fútbol - Campo B, Las Rozas, Comunidad de Madrid |                                    |
| 11:30               | - Ainoa Gómez 2' - Aïcha Camara 9' - Noa Ortega 25' - María Llorella 30' | Reporte   |                 | Árbitro(s): Lidia Gutiérrez Alonso                          | Árbitro(s): Lidia Gutiérrez Alonso |

| 13 de junio de 2024 | Madrid C. F. F.      | 1:3 (1:1) | R. C. D. de La Coruña                   | Ciudad del Fútbol - Campo B, Las Rozas, Comunidad de Madrid |                                  |
| 11:30               | - Claudia Indias 19' | Reporte   | - Laura Otero 4', 55' - Lucía Rivas 42' | Árbitro(s): Gara Jiménez Navarro                            | Árbitro(s): Gara Jiménez Navarro |

| 14 de junio de 2024 | R. C. D. de La Coruña | 1:2 (0:1) | F. C. Barcelona                        | Ciudad del Fútbol - Campo B, Las Rozas, Comunidad de Madrid |                                   |
| 11:30               | - Elena Vázquez 64'   | Reporte   | - Ainoa Gómez 11' - Martina Romero 60' | Árbitro(s): Misty Kovari Mohammad                           | Árbitro(s): Misty Kovari Mohammad |

#### Grupo 3
| Equipo                     | Pts | PJ | PG | PE | PP | GF | GC | Dif |
| -------------------------- | --- | -- | -- | -- | -- | -- | -- | --- |
| Athletic Club              | 6   | 2  | 2  | 0  | 0  | 9  | 0  | 9   |
| U. D. Costa Adeje Tenerife | 3   | 2  | 1  | 0  | 1  | 1  | 7  | −6  |
| Viajes Interrías F. F.     | 0   | 2  | 0  | 0  | 2  | 0  | 3  | −3  |

| 12 de junio de 2024 | Athletic Club | 7:0 (5:0) | U. D. Costa Adeje Tenerife | Ciudad del Fútbol - Campo B, Las Rozas, Comunidad de Madrid |                                   |
| 17:30               | - Nagore Garro 3', 25' - Arixen Santamaria 14' - Daniela Lozano 27' - Enara Fernández 32' - Maiane Arretxea 47' - Ane Baigorri 68' | Reporte   |                            | Árbitro(s): Misty Kovari Mohammad                           | Árbitro(s): Misty Kovari Mohammad |

| 13 de junio de 2024 | U. D. Costa Adeje Tenerife | 1:0 (0:0) | Viajes Interrías F. F. | Ciudad del Fútbol - Campo B, Las Rozas, Comunidad de Madrid |                                                    |
| 17:30               | - Teseida Reyes 49'        | Reporte   |                        | Árbitro(s): Natalia Carmen Alejandre García-Campos          | Árbitro(s): Natalia Carmen Alejandre García-Campos |

| 14 de junio de 2024 | Viajes Interrías F. F. | 0:2 (0:0) | Athletic Club                                | Ciudad del Fútbol - Campo B, Las Rozas, Comunidad de Madrid |                                       |
| 17:30               |                        | Reporte   | - Nagore Garro 50' - Cristina Ochandiano 61' | Árbitro(s): Elisabeth Álvarez Jiménez                       | Árbitro(s): Elisabeth Álvarez Jiménez |

#### Grupo 4
| Equipo                | Pts | PJ | PG | PE | PP | GF | GC | Dif |
| --------------------- | --- | -- | -- | -- | -- | -- | -- | --- |
| Real Madrid C. F.     | 4   | 2  | 1  | 1  | 0  | 6  | 1  | 5   |
| Atlético de Madrid    | 3   | 2  | 1  | 0  | 1  | 4  | 5  | −1  |
| C. D. Getafe Femenino | 1   | 2  | 0  | 1  | 1  | 1  | 5  | −4  |

| 12 de junio de 2024 | Real Madrid C. F.                                                                                                | 5:0 (3:0) | Atlético de Madrid | Ciudad del Fútbol - Campo B, Las Rozas, Comunidad de Madrid |                                      |
| 19:30               | - María Luisa García 7' - Paula Comendador 16' - Bibiana Casquero 33' - Alejandra Gómez 48' - Erika del Pino 56' | Reporte   |                    | Árbitro(s): Alejandra Raza Fernández                        | Árbitro(s): Alejandra Raza Fernández |

| 13 de junio de 2024 | Atlético de Madrid                                          | 4:0 (2:0) | C. D. Getafe Femenino | Ciudad del Fútbol - Campo B, Las Rozas, Comunidad de Madrid |                                    |
| 19:30               | - Marta Vega 31' - Marina Ochoa 34' - Clara Huerta 52', 57' | Reporte   |                       | Árbitro(s): Lidia Gutiérrez Alonso                          | Árbitro(s): Lidia Gutiérrez Alonso |

| 14 de junio de 2024 | C. D. Getafe Femenino | 1:1 (0:1) | Real Madrid C. F.    | Ciudad del Fútbol - Campo B, Las Rozas, Comunidad de Madrid |                                  |
| 19:30               | - Ana Garvia 38'      | Reporte   | - Erika del Pino 20' | Árbitro(s): Fernández Albaladejo                            | Árbitro(s): Fernández Albaladejo |

## Cuadro final
|  | Semifinales 15 de junio de 2024 | Semifinales 15 de junio de 2024 |   |  | Final 16 de junio de 2024   | Final 16 de junio de 2024 |  |
|  |                                 |                                 |   |  |                             |                           |  |
|  | Ciudad del Fútbol - Campo B     |                                 |   |  |                             |                           |  |
|  | Athletic Club                   | 0                               |   |  |                             |                           |  |
|  | F. C. Barcelona                 | 5                               |   |  |                             |                           |  |
|  |                                 |                                 |   |  |                             |                           |  |
|  |                                 |                                 |   |  | Ciudad del Fútbol - Campo B |                           |  |
|  |                                 |                                 |   |  | F. C. Barcelona             | 1                         |  |
|  |                                 | Real Madrid C. F.               | 2 |  |                             |                           |  |
|  |                                 |                                 |   |  |                             |                           |  |
|  |                                 |                                 |   |  |                             |                           |  |
|  |                                 |                                 |   |  |                             |                           |  |
|  | Ciudad del Fútbol - Campo B     |                                 |   |  |                             |                           |  |
|  | Real Madrid C. F.               | 5                               |   |  |                             |                           |  |
|  | Levante U. D.                   | 0                               |   |  |                             |                           |  |

### Semifinal

#### Athletic Clubvs.F. C. Barcelona
| Semifinal 1; 15 de junio de 2024 | Athletic Club | 0:5 (0:3) | F. C. Barcelona                        | Ciudad del Fútbol - Campo B, Las Rozas, Comunidad de Madrid |                        |
| 11:00                            |               | Reporte   | - Celia Segura 24', 26', 28', 49', 68' | Árbitro(s): Postolache                                      | Árbitro(s): Postolache |

#### Real Madrid C. F.vs.Levante U. D.
| Semifinal 2; 15 de junio de 2024 | Real Madrid C. F.                                                                                          | 5:0 (1:0) | Levante U. D. | Ciudad del Fútbol - Campo B, Las Rozas, Comunidad de Madrid |                                |
| 13:00                            | - Bibiana Casquero 28' - Elsa Santos 38' - Alejandra Gómez 56' - Paula Comendador 58' - Vittoria Rossi 63' | Reporte   |               | Árbitro(s): González López-Rey                              | Árbitro(s): González López-Rey |

### Final
| 1     | Guardameta     | Ariadna Ayats    |     |
| 2     | Defensa        | Emma Gálvez      | 44' |
| 12    | Defensa        | Aïcha Camara     |     |
| 17    | Delantero      | Gadea Blanco     | 35' |
| 5     | Defensa        | María Llorella   |     |
| 6     | Centrocampista | Lorena Cubo      |     |
| 7     | Defensa        | Laura Martín     | 54' |
| 8     | Centrocampista | Clara Serrajordi | 35' |
| 9     | Centrocampista | Ainoa Gómez      |     |
| 10    | Delantero      | Celia Segura     |     |
| 11    | Delantero      | Noa Ortega       |     |
| D. T. | D. T.          | Óscar Belis      |     |

| 1     | Guardameta     | Laia López           |     |
| 2     | Defensa        | Noemí Bejarano       |     |
| 12    | Defensa        | Silvia Blasco        |     |
| 4     | Defensa        | Claudia de la Cuerda |     |
| 5     | Defensa        | Amaya García         |     |
| 6     | Centrocampista | Irune Dorado         |     |
| 7     | Centrocampista | Bibiana Casquero     | 60' |
| 8     | Centrocampista | Elsa Santos          | 60' |
| 9     | Delantero      | María Luisa García   |     |
| 10    | Delantero      | Adriana Folgado      |     |
| 11    | Centrocampista | Paula Comendador     |     |
| D. T. | D. T.          | Fernando E. Maíllo   |     |

| 14 | Centrocampista | Martina Romero | 35' |
| 15 | Delantero      | Anna Quer      | 35' |
| 18 | Centrocampista | Noa Jiménez    | 44' |
| 16 | Delantero      | Beatriz Pérez  | 54' |

| 14 | Centrocampista | Alejandra Gómez  | 60' |
| 17 | Delantero      | Iris A. Santiago | 60' |

| 19' | Ainoa Gómez | 1:1 |

| 10' · 27' | María Luisa García | 0:1 2:1 |

| 39' | Elsa Santos |

| Principal  | Paula Porcuna Sánchez              |
| Asistentes | Miriam Martín Casillas             |
|            | Ayelen Soledad Hernández Hernández |

|  |                    |    |    |
|  | Tiros              | 2  | 5  |
|  | Tiros a puerta     | 4  | 5  |
|  | Faltas             | 6  | 9  |
|  | Saques de esquina  | 6  | 1  |
|  | Penaltis           | 0  | 0  |
|  | Fueras de juego    | 0  | 0  |
|  | Posesión del balón | -% | -% |

| 1     | Guardameta     | Ariadna Ayats    |     |
| 2     | Defensa        | Emma Gálvez      | 44' |
| 12    | Defensa        | Aïcha Camara     |     |
| 17    | Delantero      | Gadea Blanco     | 35' |
| 5     | Defensa        | María Llorella   |     |
| 6     | Centrocampista | Lorena Cubo      |     |
| 7     | Defensa        | Laura Martín     | 54' |
| 8     | Centrocampista | Clara Serrajordi | 35' |
| 9     | Centrocampista | Ainoa Gómez      |     |
| 10    | Delantero      | Celia Segura     |     |
| 11    | Delantero      | Noa Ortega       |     |
| D. T. | D. T.          | Óscar Belis      |     |

| 1     | Guardameta     | Laia López           |     |
| 2     | Defensa        | Noemí Bejarano       |     |
| 12    | Defensa        | Silvia Blasco        |     |
| 4     | Defensa        | Claudia de la Cuerda |     |
| 5     | Defensa        | Amaya García         |     |
| 6     | Centrocampista | Irune Dorado         |     |
| 7     | Centrocampista | Bibiana Casquero     | 60' |
| 8     | Centrocampista | Elsa Santos          | 60' |
| 9     | Delantero      | María Luisa García   |     |
| 10    | Delantero      | Adriana Folgado      |     |
| 11    | Centrocampista | Paula Comendador     |     |
| D. T. | D. T.          | Fernando E. Maíllo   |     |

| 14 | Centrocampista | Martina Romero | 35' |
| 15 | Delantero      | Anna Quer      | 35' |
| 18 | Centrocampista | Noa Jiménez    | 44' |
| 16 | Delantero      | Beatriz Pérez  | 54' |

| 14 | Centrocampista | Alejandra Gómez  | 60' |
| 17 | Delantero      | Iris A. Santiago | 60' |

| 19' | Ainoa Gómez | 1:1 |

| 10' · 27' | María Luisa García | 0:1 2:1 |

| 39' | Elsa Santos |

| Principal  | Paula Porcuna Sánchez              |
| Asistentes | Miriam Martín Casillas             |
|            | Ayelen Soledad Hernández Hernández |

|  |                    |    |    |
|  | Tiros              | 2  | 5  |
|  | Tiros a puerta     | 4  | 5  |
|  | Faltas             | 6  | 9  |
|  | Saques de esquina  | 6  | 1  |
|  | Penaltis           | 0  | 0  |
|  | Fueras de juego    | 0  | 0  |
|  | Posesión del balón | -% | -% |

| 1     | Guardameta     | Ariadna Ayats    |     |
| 2     | Defensa        | Emma Gálvez      | 44' |
| 12    | Defensa        | Aïcha Camara     |     |
| 17    | Delantero      | Gadea Blanco     | 35' |
| 5     | Defensa        | María Llorella   |     |
| 6     | Centrocampista | Lorena Cubo      |     |
| 7     | Defensa        | Laura Martín     | 54' |
| 8     | Centrocampista | Clara Serrajordi | 35' |
| 9     | Centrocampista | Ainoa Gómez      |     |
| 10    | Delantero      | Celia Segura     |     |
| 11    | Delantero      | Noa Ortega       |     |
| D. T. | D. T.          | Óscar Belis      |     |

| 1     | Guardameta     | Laia López           |     |
| 2     | Defensa        | Noemí Bejarano       |     |
| 12    | Defensa        | Silvia Blasco        |     |
| 4     | Defensa        | Claudia de la Cuerda |     |
| 5     | Defensa        | Amaya García         |     |
| 6     | Centrocampista | Irune Dorado         |     |
| 7     | Centrocampista | Bibiana Casquero     | 60' |
| 8     | Centrocampista | Elsa Santos          | 60' |
| 9     | Delantero      | María Luisa García   |     |
| 10    | Delantero      | Adriana Folgado      |     |
| 11    | Centrocampista | Paula Comendador     |     |
| D. T. | D. T.          | Fernando E. Maíllo   |     |

| 14 | Centrocampista | Martina Romero | 35' |
| 15 | Delantero      | Anna Quer      | 35' |
| 18 | Centrocampista | Noa Jiménez    | 44' |
| 16 | Delantero      | Beatriz Pérez  | 54' |

| 14 | Centrocampista | Alejandra Gómez  | 60' |
| 17 | Delantero      | Iris A. Santiago | 60' |

| 19' | Ainoa Gómez | 1:1 |

| 10' · 27' | María Luisa García | 0:1 2:1 |

| 39' | Elsa Santos |

| Principal  | Paula Porcuna Sánchez              |
| Asistentes | Miriam Martín Casillas             |
|            | Ayelen Soledad Hernández Hernández |

|  |                    |    |    |
|  | Tiros              | 2  | 5  |
|  | Tiros a puerta     | 4  | 5  |
|  | Faltas             | 6  | 9  |
|  | Saques de esquina  | 6  | 1  |
|  | Penaltis           | 0  | 0  |
|  | Fueras de juego    | 0  | 0  |
|  | Posesión del balón | -% | -% |

| 1     | Guardameta     | Ariadna Ayats    |     |
| 2     | Defensa        | Emma Gálvez      | 44' |
| 12    | Defensa        | Aïcha Camara     |     |
| 17    | Delantero      | Gadea Blanco     | 35' |
| 5     | Defensa        | María Llorella   |     |
| 6     | Centrocampista | Lorena Cubo      |     |
| 7     | Defensa        | Laura Martín     | 54' |
| 8     | Centrocampista | Clara Serrajordi | 35' |
| 9     | Centrocampista | Ainoa Gómez      |     |
| 10    | Delantero      | Celia Segura     |     |
| 11    | Delantero      | Noa Ortega       |     |
| D. T. | D. T.          | Óscar Belis      |     |

| 1     | Guardameta     | Laia López           |     |
| 2     | Defensa        | Noemí Bejarano       |     |
| 12    | Defensa        | Silvia Blasco        |     |
| 4     | Defensa        | Claudia de la Cuerda |     |
| 5     | Defensa        | Amaya García         |     |
| 6     | Centrocampista | Irune Dorado         |     |
| 7     | Centrocampista | Bibiana Casquero     | 60' |
| 8     | Centrocampista | Elsa Santos          | 60' |
| 9     | Delantero      | María Luisa García   |     |
| 10    | Delantero      | Adriana Folgado      |     |
| 11    | Centrocampista | Paula Comendador     |     |
| D. T. | D. T.          | Fernando E. Maíllo   |     |

| 14 | Centrocampista | Martina Romero | 35' |
| 15 | Delantero      | Anna Quer      | 35' |
| 18 | Centrocampista | Noa Jiménez    | 44' |
| 16 | Delantero      | Beatriz Pérez  | 54' |

| 14 | Centrocampista | Alejandra Gómez  | 60' |
| 17 | Delantero      | Iris A. Santiago | 60' |

| 19' | Ainoa Gómez | 1:1 |

| 10' · 27' | María Luisa García | 0:1 2:1 |

| 39' | Elsa Santos |

| Principal  | Paula Porcuna Sánchez              |
| Asistentes | Miriam Martín Casillas             |
|            | Ayelen Soledad Hernández Hernández |

|  |                    |    |    |
|  | Tiros              | 2  | 5  |
|  | Tiros a puerta     | 4  | 5  |
|  | Faltas             | 6  | 9  |
|  | Saques de esquina  | 6  | 1  |
|  | Penaltis           | 0  | 0  |
|  | Fueras de juego    | 0  | 0  |
|  | Posesión del balón | -% | -% |

| Campeón Torneo Juvenil Femenino 2024 |
| ------------------------------------ |
| Real Madrid C. F. 1.o título         |

## Estadísticas

### Goleadoras
| Jugadora        | Equipo                | Goles | PJ | Prom. |
| --------------- | --------------------- | ----- | -- | ----- |
| Celia Segura    | F. C. Barcelona       | 5     | 4  | 1.5   |
| Marisa García   | Real Madrid C. F.     | 3     | 4  | 0.75  |
| Ainoa Gómez     | F. C. Barcelona       | 3     | 4  | 0.75  |
| Nagore Garro    | Athletic Club         | 3     | 3  | 1     |
| Erika Pino      | Real Madrid C. F.     | 2     | 3  | 0.67  |
| Mercedes Platón | Levante U. D.         | 2     | 3  | 0.67  |
| Laura Otero     | R. C. D. de La Coruña | 2     | 2  | 1     |
| Clara Huerta    | Atlético de Madrid    | 2     | 2  | 1     |